# 諾爾伍德 (伊利諾伊州)
諾爾伍德（英語：Knollwood）是位於美國伊利諾伊州萊克縣的一個人口普查指定地區。

## 地理
諾爾伍德的座標為42°16′18″N 87°53′44″W / 42.27167°N 87.89556°W，而該地最高點為海拔高度213米（即699英尺）。

## 人口
根據2010年美國人口普查的數據，諾爾伍德的面積為1.56平方千米，當中陸地面積為1.56平方千米，而水域面積為0.06平方千米。當地共有人口1747人，而人口密度為每平方千米1,119.87人。